# Claude Piron

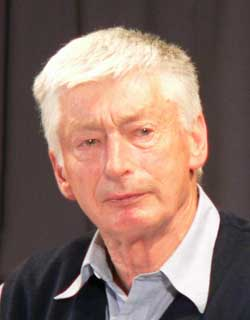
Claude Piron beim Esperanto-Kongress in Boulogne-sur-Mer, 2005.

Claude Piron (* 26. Februar 1931 in Namur, Belgien; † 22. Januar 2008 in Gland, Schweiz) war ein international tätiger Schweizer Dolmetscher sowie langjähriger Psychologie-Dozent mit einem Schwerpunkt auf internationaler Kommunikation, Psychoanalytiker, Supervisor und Schriftsteller, der bevorzugt auf Esperanto publizierte.

## Leben
Piron absolvierte die Dolmetscher-Schule der Universität Genf und war von 1956 bis 1961 bei der UNO in New York als Sprachmittler tätig, wo er aus dem Englischen, Chinesischen, Spanischen und Russischen ins Französische dolmetschte. Danach arbeitete er acht Jahre lang für die Weltgesundheitsorganisation in Asien und Afrika. Nach einer Ausbildung zum Psychoanalytiker und Psychotherapeuten führte er seit 1969 eine Praxis in der Region Genf, seit 1999 in Gland. Von 1973 bis zu seiner Emeritierung im Jahr 1994 unterrichtete er zudem Psychologie und Erziehungswissenschaften an der Universität Genf. Seither betrieb er – neben seiner Praxis – weiterhin die Ausbildung, Beratung und Supervision junger Psychologen.
In einer Vielzahl von Vorträgen und Publikationen behandelte er Fragen der Psychologie und der internationalen Kommunikation. Darüber hinaus schrieb Piron – teilweise unter dem Pseudonym Johán Valano – auch Belletristik. Acht Romane, mehrere Erzählungs- und Gedichtbände aus seiner Feder erschienen auf Esperanto, das er als Medium des künstlerischen Ausdrucks bevorzugte.

## Werke

### Werke über Esperanto und Sprachen allgemein
- Esperanto: ĉu eŭropa aŭ azia lingvo? (Esperanto: eine europäische oder asiatische Sprache?) 1977.
- Esperanto: eine linguistische Standortbestimmung. Saarländischer Esperanto-Bund, Saarbrücken 1980.
- Psikologiaj reagoj al Esperanto (Psychologische Reaktionen dem Esperanto gegenüber). Pro Esperanto, Wien 1989.
- Esperanto el la vidpunkto de verkisto (Esperanto aus der Sicht eines Schriftstellers). Pro Esperanto, Wien 1989.
- La bona lingvo (Die gute Sprache). Abhandlung über Umgangs-Esperanto als Literatursprache. Wien 1989.
- Le défi des langues – Du gâchis au bon sens. (Die Herausforderung der Sprachen – Vom Chaos zum Übereinkommen). L’Harmattan, Paris 1994.

### Belletristische Werke in Esperanto
- 1976: Ĉu vi kuiras ĉine? (Kriminalroman)
- 1977: Malmalice (Gedichte)
- 1978: Ĉu li bremsis sufiĉe? (Kriminalroman)
- 1978: Kiel personeco sin strukturas (Vorlesung)
- 1980: Ĉu li venis trakosme? (Kriminalroman)
- 1982: Ĉu ni kunvenis vane? (Kriminalroman)
- 1982: Ĉu ŝi mortu tra-fike? (Kriminalroman, unter dem Pseudonym Johán Balano)
- 1983: Gerda malaperis (Sprachlehrroman)
- 1984: Lasu min paroli plu! (Sprachlehrroman)
- 1985: Ili kaptis Elzan! (Novelle in leichtem Esperanto)
- 1986: Ĉu rakonti novele? (Kriminalgeschichten)
- 1988: Sen pardono (Lehrbuch)
- 1989: Vere aŭ fantazie (Erzählungen)
- 1990: Dankon, amiko! (Erzählung in leichtem Esperanto)
- 1991: La kisa malsano (Sprachlehrroman)
- 1982: Frandu Piron (Tonkassette)
- 1995: Vivi estas miri (Lesebuch)
- 1995: La Dorsosako de Panjo Rut (zs. mit Sándor Bakó, Novellen)
- 1995: Tiaj ni estas (Band 1: La dorsosako de panjo Rut’) (mit Sándor J. Bako, Novellen)
- 1997: Tien (Fantastischer Roman)
- 2000: Tiaj ni estas (Band 2: La kisa malsano) (mit Sándor J. Bako, Novellen)
- 2002: Tiaj ni estas (Band 3: La meteoro) (mit Sándor J. Bako, Novellen)
- 2007  Dio, psiĉjo kaj mi (Gott, mein lieber Psychotherapeut und ich; Roman).  Internacia Esperanto Muzeo, Wien, 173 Seiten